# Emilian Prichici
Emilian Prichici este un politician român, ales senator al României în legislatura 2000-2004 în județul Bacău pe listele Partidului Democrației Sociale din România (PDSR) care a devenit Partidul Social Democrat (PSD) în iunie 2001. Emilian Prichici a fost membru în grupurile de prietenie cu Republica Croația, Republica Coreea și Republica Finlanda.  Emilian Prichici a fost membru în comisia juridică, de numiri, disciplină, imunități și validări, în comisia pentru muncă, familie și protecție socială (feb. - mai 2004)
și în comisia pentru cercetarea abuzurilor, combaterea corupției și petiții. În cadrul activității sale parlamentare, Emil Prichici a înregistrat 66 de luări de cuvânt în 18 ședințe. 